# Veeco
Veeco Instruments, Inc. ist ein US-amerikanischer Hersteller von Prozessanlagen für die Herstellung von Halbleiterprodukten, wie Leuchtdioden, Solarzellen und Festplatten. Das Unternehmen unterstützt zu dem Kunden bei der Entwicklung, Herstellung, Vertrieb und Service von Produkten in den USA, Südkorea, Taiwan, China, Singapur, Japan, Europa sowie anderen Orten.

## Geschichte
Die Geschichte der heutigen Veeco Instruments, Inc. geht zurück auf ein früheres Unternehmen, das im Jahre 1945 von zwei Wissenschaftlern des Manhattan-Projekts gegründet wurde; sie hatten damals einen Helium-Lecksucher entwickelt. Der ursprüngliche Name „Veeco“ stand für Vacuum Electronic Equipment Company. In den 1960er Jahren fusionierte die ursprüngliche Veeco mit Lambda, einem Hersteller von Netzteilen, und in den späten 1980er Jahren wurde das Unternehmen von dem britischen Unternehmen Unitech gekauft.
Im Jahr 1990 erwarben Edward H. Braun und eine Gruppe hochrangiger Führungskräfte des Unternehmens den Geschäftsbereich Instrumente von Unitech in einem Management-Buy-out. Das Unternehmen verwendete wieder die Marke Veeco Instruments und ging 1994 an die US-Börse Nasdaq. Zu diesem Zeitpunkt betrug  der Umsatz von Veeco rund 30 Mio. US-Dollar. Seitdem hat sich das Unternehmen verstärkt auf die Auslieferung von Herstellungsanlagen konzentriert. Zudem ist es sowohl durch interne Entwicklung und strategische Akquisitionen stetig gewachsen (das Unternehmen hat bisher mehr als ein Dutzend Akquisitionen abgeschlossen).
Im Juli 2007 wurde E. H. Braun Chairman of the Board und John R. Peeler stieg als Chief Executive Officer in das Unternehmen ein. Peeler war zuvor Präsident der Communications Test and Measurement Division der JDS Uniphase Corporation.
Im Oktober 2010 gab Veeco den Verkauf der Messgerätesparte an die Bruker Corporation für 229,4 Mio. US-Dollar bekannt. Damit konzentriert sich Veeco nun ausschließlich auf die Bereitstellung von Prozessanlagen.
Im Mai 2017 wurde die Übernahme des Herstellers von Produktionsanlagen für die Halbleiterindustrie Ultratech abgeschlossen.

## Leistungen
Veeco bietet vorrangig Prozessanlagen für Hersteller von extrem hellen Leuchtdioden (sogenannten high brightness light emitting diodes, HB-LEDs) und Solarzellen an. Weiterhin ist Veeco ein wichtiger Lieferant für Festplatten-Hersteller für die Herstellung von Dünnschicht-Magnetköpfen. Ihre Produkte ermöglichen höhere Flächendichte – die Menge der Daten, die gespeichert werden können – und verbessern Ertrag und Einheitlichkeit. Sie liefern sowohl Front-end- als auch Back-End-Technologien, einschließlich Anlagen für:
- metallorganische chemische Gasphasenabscheidung (MOCVD) für LEDs und CPV-Solarzellen
- Beschichtungsanlagen für CIGS-Solarzellen
- Systeme und Komponenten für die Molekularstrahlepitaxie (MBE).
- Ionenstrahlätzen (IBE) und Ionenstrahlabscheidung (IBD)
- Verfahren der physikalischen Gasphasenabscheidung (PVD)
- Läppen der Wafer und Schneiden der Chips